# La Angostura (Bolivia)
La Angostura es una localidad de Bolivia, ubicada en la región de los valles. Administrativamente se encuentra en el distrito V del municipio de El Torno de la provincia Andrés Ibáñez en el departamento de Santa Cruz.
La localidad se encuentra a una altitud de 640 m s. n. m. en la margen izquierda del río Piraí entre las localidades de El Torno y Samaipata. Esta fue fundada el 24 de junio de 1954.

## Geografía
La Angostura se encuentra en el clima húmedo en el borde oriental de la cordillera de los Andes de la Cordillera Oriental. La región estaba cubierta por bosques monzónicos antes de la colonización, siendo ahora es en gran parte tierra cultivada.
La temperatura promedio promedio de la región es de 24 °C, la precipitación anual es de 950 mm. Las temperaturas medias mensuales fluctúan entre 20 °C en julio y 26 °C en diciembre y enero, las precipitaciones mensuales son abundantes de noviembre a marzo y superan los 100 mm, el clima de junio a septiembre es árido con precipitaciones inferiores a 40 mm.

## Transporte
La Angostura se ubica a una distancia de 46 kilómetros por carretera al suroeste de Santa Cruz de la Sierra, capital del departamento.
Desde el centro de Santa Cruz, la carretera nacional asfaltada Ruta 7 recorre en dirección suroeste, para luego pasar por las localidades de El Carmen, La Guardia y El Torno, Tiquipaya hasta llegar a La Angostura, y luego continúa por Samaipata y Comarapa hasta la ciudad de Cochabamba.

## Demografía
La población de la localidad casi se ha triplicado en las últimas dos décadas:
| Año  | Habitantes | Fuente |
| ---- | ---------- | ------ |
| 1992 | 780        | Censo  |
| 2001 | 1503       | Censo  |
| 2012 | 1809       | Censo  |

Debido a la historia migratoria de la población, la región tiene una proporción importante de población quechua, ya que en el municipio de El Torno el 27,7% de la población habla quechua.

## Economía
El movimiento económico de esta comunidad está basada en la producción agrícola y en la ganadería en pequeña escala. Algunas familias se dedican a trabajar como jornaleros en las propiedades agropecuarias más grandes.